# 138 Tolosa
Tolosa /toʊˈloʊsə/ (định danh hành tinh vi hình: 138 Tolosa) là một tiểu hành tinh sáng, đầy đá ở vành đai chính. Ngày 19 tháng 5 năm 1874, nhà thiên văn học người Pháp Henri J. A. Perrotin phát hiện tiểu hành tinh Tolosa khi ông thực hiện quan sát tại Đài quan sát Toulouse và đặt tên nó theo tên Latinh và Occitan ([tɔˈloːsa] và [tuˈluzɔ]) của thành phố Toulouse, Pháp.